# Rostislav Čtvrtlík
Rostislav Čtvrtlík (9. listopadu 1963 Olomouc – 6. března 2011 Praha) byl český filmový a divadelní herec a dabér.

## Život
Narodil se v Olomouci, vystudoval Střední průmyslovou školu stavební v Lipníku nad Bečvou. Po střední škole nastoupil na Pražskou DAMU, kterou absolvoval v roce 1987. Po absolutoriu nastoupil v Brně do Státního divadla (Národní divadlo Brno). Účinkoval zde v Hamletovi jako Laertes, v Radúzovi a Mahuleně jako Radúz a dalších představeních. V roce 1992 změnil angažmá a vrátil se zpět do Prahy, kde se stal členem Divadla pod Palmovkou. Zde hrál například ve známé hře O myších a lidech, dále v Oidipus vladař, či v komedii Woodyho Allena Ještě jednou, profesore.
Věnoval se také dabingu, kde proslul jako Chandler Bing v seriálu Přátelé. Matthewa Perryho, který Chandlera představuje, poté daboval ve všech v Česku uvedených filmech. Dále namluvil Raye Krebbse v prvních 29 dílech seriálu Dallas. Protože v rámci dojíždění z Prahy do Brna, kde sídlilo dabingové studio, nestíhal ostatní závazky, od 30. dílu převzal dabing postavy Igor Bareš.
Mezi jeho nejznámější role patří postava profesora Macháčka v seriálu Vyprávěj nebo Roberta v seriálu Četnické humoresky. Jeho poslední televizní rolí byla postava v Kriminálce Anděl.
Zemřel 6. března 2011, ve věku 47 let, v důsledku nádoru mozku.

## Filmografie
- Rodáci (1988) (seriál)
- Černá Fortuna (1991) (TV)
- Příliš mnoho dobrých úmyslů (1991) (TV)
- Případ černých vzadu (1992) (TV)
- Kde padají hvězdy (1996) (seriál)
- Četnické humoresky (1997) (TV seriál)
- Motel Anathema (1997) (seriál)
- Úsvit (1997)
- Otec neznámý (2001) (TV)
- Zlá minuta (2005) (TV)
- Škola Na Výsluní (2006) (seriál) – učitel
- Kriminálka Anděl (2008) (seriál)
- Vyprávěj (2009) (seriál)
- Zeměkoule (2000) (TV)

## Divadlo
Od roku 1992 působil v Divadle pod Palmovkou
- Hamlet … Laertes
- Sicilská tradice … Tralala (Pirandello)
- Kouzelník z Lublin … Jaša
- Vojcek … Vojcek
- Life is a Dream … Astolfo
- Amadeus … Josef II.
- Výstřely na Broadwayi … Cheech (Woody Allen)
- Konkurenti … Dave Moss (David Mamet)
- Of Mice and Men … Lennie
- Ubohý vrah … třetí herec (Pavel Kohout)
- Caligula … Cherea
- Oidipus ruler … Kreon
- Ještě jednou, profesore … Ota (Antonín Procházka)
- Bouře … Caliban, Savage, Slave (William Shakespeare)
- Gazdina roba … Samko Jagoš (Gabriela Preissová)
- Sliby chyby … Doktor Dreyfus (Neil Simon, Burt Bacharach, Hal David)
- Viva La Queen… John Knox (R. Bolt)
- Přelet nad kukaččím hnízdem … Chief Bromdem
- Pozor, jaguar … Brad (Nathaniel Richard Nash)
- Nájemníci pana Swana … Dr. Chapman (Michael Cooney)

## Práce pro rozhlas
- 1999 Dmitrij Sergejevič Merežkovskij: Leonardo da Vinci, desetidílný rozhlasový seriál. Z překladu Anny Teskové připravil dramatizaci Roman Císař, v dramaturgii Jany Paterové režírovala Markéta Jahodová. Osoby a obsazení: Leonardo da Vinci (Viktor Preiss), Giovanni /Antonio/ Boltraffio (Tomáš Petřík), Cipriano Buonaccorsi (Karel Pospíšil), Grillo (Stanislav Fišer), Antonio da Vinci (Rostislav Čtvrtlík), Giorgio Merula (Vladimír Ráž), Strocco (Pavel Pípal), Faustino (Rudolf Kvíz), Girolamo Savonarola (Jiří Zahajský), Cesare da Sesto (Vladimír Dlouhý), Salaino, vl.jm. Gian Giacomo Caprotti (Jan Hrubec), Marco d'Oggione (Zdeněk Hruška), Mona Cassandra (Lenka Krobotová), Zoroastro (Alois Švehlík), dvorní topič (Steva Maršálek) a další. Hudba: Lukáš Matoušek.[4]

## Práce pro dabing
Hlas postavy Matthewa Perryho (Chandlera M. Binga) v seriálu Přátelé (1994 - 2004) a (Nicholase 'Oze' Oseranskyho) ve filmech Můj soused zabiják (2000) a Můj soused zabiják 2 (2004).